# Michael Curtis
Michael Curtis er en tv-producer og forfatter . Han var en forfatter og executive producer af Venner fra sæson 2 til sæson 5. I 2008-2009 arbejdede han med Jonas Brothers og Disney Channel, som executive producer og medskaber af serien Jonas.